# Madeleine Sanders
Madeleine Sanders (* 5. Januar 1977 in Hamburg) ist eine deutsche Off-Sprecherin und Produzentin.

## Ausbildung
Nach der allgemeinen Hochschulreife absolvierte Sanders eine dreijährige Ausbildung zur Sprecherin und Schauspielerin (ZBF) an der Hamburger Schule für Sprech- und Schauspielkunst. Zudem absolvierte sie diverse Camera Acting- & Method Acting Workshops in London und ließ sich von Tom Knab und Erla Prollius in Hamburg diesbezüglich weiter coachen. Danach folgte ein Einzelcoaching zur Sprecherin bei Claus von Arps, ehemaliger Chefsprecher des Norddeutschen Rundfunks.
Schon während ihrer Ausbildung arbeitete sie für die den NDR und Arte als Sprecherin. Danach folgten feste Sendungen, Dokumentationen und Magazine für große deutsche Fernsehsender.
2002 wirkte sie als Sängerin (Sprechgesang) in der Produktion Sturm der Nacht (Nur für dich) von Marc van Linden  mit. Seit 2003 produziert sie Kinder(hör-)bücher, seit 2006 ist sie zudem als Verlegerin mit dem Schwerpunkt Kinderbücher tätig.

## Privatleben
Madeleine Sanders ist verheiratet und lebt mit ihrer Familie in Hamburg und in Marseille.

## Produktionen, Veröffentlichungen und Werke

### Fernsehauftritte
- 2004: Hamburgs heimliche Herrscher (NDR, Dokumentation)
- 2007–2009: Deine Chance (Pro7)
- 2008: Im Greisenland (ARD, Dokumentation)
- 2012: Jerusalem (ARD, Dokumentation)
- Auftritte bei Süddeutsche TV, Blitz, Das K1-Magazin, We Are Family! So lebt Deutschland, Spieglein, Spieglein und Auf und davon – Mein Auslandstagebuch

### Hörbücher
- 2003: So leben wir. CD über den Alltag von und mit alten Menschen. Eine Reportage (Sprecherrolle)
- 2007: Gijou der Plattfußnomade, Hörbuch, Filibuster Verlag, Erzählerstimme & 7 Trickstimmen